# Gåssjön, Västerbotten
Gåssjön är en sjö i Vindelns kommun i Västerbotten och ingår i Umeälvens huvudavrinningsområde. Sjön har en area på 0,0783 kvadratkilometer och ligger 192 meter över havet.

## Delavrinningsområde
Gåssjön ingår i det delavrinningsområde (711420-167399) som SMHI kallar för Mynnar i Ramsan. Medelhöjden är 219 meter över havet och ytan är 13,65 kvadratkilometer. Det finns inga avrinningsområden uppströms utan avrinningsområdet är högsta punkten. Vattendraget som avvattnar avrinningsområdet har biflödesordning 3, vilket innebär att vattnet flödar genom totalt 3 vattendrag innan det når havet efter 74 kilometer. Avrinningsområdet består mestadels av skog (70 procent) och sankmarker (16 procent). Avrinningsområdet har 0,08 kvadratkilometer vattenytor vilket ger det en sjöprocent på 0,6 procent.